# I liga argentyńska w piłce nożnej (1906)
Mistrzem Argentyny w roku 1906 został klub Alumni AC, a wicemistrzem Argentyny klub Lomas Athletic Buenos Aires.
Belgrano AC Extra, będący właściwie drugim zespołem klubu Belgrano AC, stracił prawo gry w lidze. Na jego miejsce awansował klub Porteño Buenos Aires.

## Primera División

### Grupa A
| Data             | Mecz |
| ---------------- | --- |
| 29 kwietnia 1906 | Reformer Campana - Lomas Athletic Buenos Aires 5:3                                                                  |
| 29 kwietnia 1906 | San Isidro Buenos Aires - CA Estudiantes 3:4                                                                        |
| 6 maja 1906      | Barracas Athletic Buenos Aires - Reformer Campana 3:2                                                               |
| 6 maja 1906      | Lomas Athletic Buenos Aires - CA Estudiantes 2:1                                                                    |
| 6 maja 1906      | San Martín Athletic Buenos Aires - San Isidro Buenos Aires 3:0                                                      |
| 20 maja 1906     | San Isidro Buenos Aires - Lomas Athletic Buenos Aires 2:3                                                           |
| 24 maja 1906     | Barracas Athletic Buenos Aires - Lomas Athletic Buenos Aires 0:4                                                    |
| 24 maja 1906     | San Isidro Buenos Aires - Reformer Campana 4:3                                                                      |
| 24 maja 1906     | San Martín Athletic Buenos Aires - CA Estudiantes 4:2                                                               |
| 25 maja 1906     | Barracas Athletic Buenos Aires - San Martín Athletic Buenos Aires 0:1                                               |
| 17 czerwca 1906  | Barracas Athletic Buenos Aires - CA Estudiantes 0:3 mecz rozegrany został na stadionie klubu Estudiantes            |
| 17 czerwca 1906  | Lomas Athletic Buenos Aires - San Martín Athletic Buenos Aires 2:2                                                  |
| 1 lipca 1906     | CA Estudiantes - San Martín Athletic Buenos Aires 2:1 mecz zakończył się wynikiem 2:2, później zweryfikowany na 2:1 |
| 1 lipca 1906     | Barracas Athletic Buenos Aires - San Isidro Buenos Aires 2:4 klubowi Barracas Athletic Buenos Aires odjęto 2 punkty |
| 1 lipca 1906     | Lomas Athletic Buenos Aires - Reformer Campana 1:0                                                                  |
| 29 lipca 1906    | Lomas Athletic Buenos Aires - Barracas Athletic Buenos Aires 6:1 mecz przerwany w 75 minucie                        |
| 5 sierpnia 1906  | Reformer Campana - CA Estudiantes 1:2                                                                               |
| 12 sierpnia 1906 | CA Estudiantes - Barracas Athletic Buenos Aires 2:1                                                                 |
| 15 sierpnia 1906 | CA Estudiantes - Reformer Campana 5:3                                                                               |
| 15 sierpnia 1906 | San Isidro Buenos Aires - San Martín Athletic Buenos Aires 2:0                                                      |
| 19 sierpnia 1906 | Reformer Campana - San Isidro Buenos Aires 4:1                                                                      |
| 26 sierpnia 1906 | CA Estudiantes - Lomas Athletic Buenos Aires 0:1                                                                    |
| 26 sierpnia 1906 | Reformer Campana - Barracas Athletic Buenos Aires 11:0                                                              |
| 30 sierpnia 1906 | San Martín Athletic Buenos Aires - Reformer Campana 3:0                                                             |
| 2 września 1906  | CA Estudiantes - San Isidro Buenos Aires 1:3                                                                        |
| 2 września 1906  | San Martín Athletic Buenos Aires - Barracas Athletic Buenos Aires 0:0                                               |
| 8 września 1906  | Lomas Athletic Buenos Aires - San Isidro Buenos Aires 1:0                                                           |
| 16 września 1906 | San Isidro Buenos Aires - Barracas Athletic Buenos Aires 4:1                                                        |
| 16 września 1906 | San Martín Athletic Buenos Aires - Lomas Athletic Buenos Aires 3:0                                                  |
| 23 września 1906 | Reformer Campana - San Martín Athletic Buenos Aires 1:0                                                             |

| Poz | Klub                             | Mecze | Zw | Rem | Por | Pkt | BrZd | BrStr |
| --- | -------------------------------- | ----- | -- | --- | --- | --- | ---- | ----- |
| 1   | Lomas Athletic Buenos Aires      | 10    | 7  | 1   | 2   | 15  | 23   | 14    |
| 2   | San Martín Athletic Buenos Aires | 10    | 5  | 2   | 3   | 12  | 17   | 9     |
| 3   | CA Estudiantes                   | 10    | 6  | 0   | 4   | 12  | 22   | 19    |
| 4   | San Isidro Buenos Aires          | 10    | 5  | 0   | 5   | 10  | 23   | 22    |
| 5   | Reformer Campana                 | 10    | 4  | 0   | 6   | 8   | 30   | 22    |
| 6   | Barracas Athletic Buenos Aires   | 10    | 1  | 1   | 8   | 1   | 8    | 37    |

### Grupa B
| Data             | Mecz |
| ---------------- | --- |
| 6 maja 1906      | Argentino de CA Argentino de Quilmes - Alumni AC 0:1 Carlos Lett |
| 6 maja 1906      | Belgrano AC Extra - Quilmes Athletic Buenos Aires 1:4 W. Frilling - E. Wells (2), J. Murray, S. U. Leonard k mecz rozegrany został na stadionie klubu Belgrano AC         |
| 20 maja 1906     | Argentino de CA Argentino de Quilmes - Belgrano AC 0:4 |
| 20 maja 1906     | Belgrano AC Extra - Alumni AC 1:5 mecz rozegrany został na stadionie klubu Belgrano AC                                                                                    |
| 24 maja 1906     | Quilmes Athletic Buenos Aires - Belgrano AC 3:2 Percy Hooton (2, 1k), J. Stanfield - C. H. Wahley, Arturo Forrester                                                       |
| 25 maja 1906     | Belgrano AC Extra - Belgrano AC 2:3 mecz rozegrany został na stadionie klubu Belgrano AC                                                                                  |
| 25 maja 1906     | Quilmes Athletic Buenos Aires - Argentino de CA Argentino de Quilmes 3:1 Percy Hooton (2), D. Campbell k - F. Aguirre                                                     |
| 17 czerwca 1906  | Argentino de CA Argentino de Quilmes - Belgrano AC Extra 3:1 A. Cuarraccino (2), P. Carrilero - ?                                                                         |
| 17 czerwca 1906  | Belgrano AC - Alumni AC 0:3 |
| 1 lipca 1906     | Alumni AC - Belgrano AC Extra 9:0 mecz rozegrany został na stadionie klubu Sportiva Argentina Buenos Aires - trwał 60 minut                                               |
| 12 sierpnia 1906 | Belgrano AC - Quilmes Athletic Buenos Aires 2:0 |
| 19 sierpnia 1906 | Belgrano AC - Belgrano AC Extra 6:3 |
| 26 sierpnia 1906 | Argentino de CA Argentino de Quilmes - Quilmes Athletic Buenos Aires 1:4 F. Aguirre - Wells (3), Stanfield                                                                |
| 2 września 1906  | Belgrano AC - Argentino de CA Argentino de Quilmes 5:0 |
| 2 września 1906  | Quilmes Athletic Buenos Aires - Alumni AC 4:2 H.J. Heinman, Percy Hooton (3) - Eliseo Brown (2)                                                                           |
| 8 września 1906  | Alumni AC - Belgrano AC 4:1 mecz rozegrany został na stadionie klubu Sportiva Argentina Buenos Aires                                                                      |
| 8 września 1906  | Quilmes Athletic Buenos Aires - Belgrano AC Extra 8:0 P. Hooton, S. U. Leonard (2), R. S. Muir (3), J. Stanfield, C. H. Parr                                              |
| 9 września 1906  | Belgrano AC Extra - Argentino de CA Argentino de Quilmes 1:0 mecz rozegrany został na stadionie klubu Belgrano AC                                                         |
| 23 września 1906 | Alumni AC - Quilmes Athletic Buenos Aires 4:0 A.P. Watson Hutton, Eliseo Brown, Ernesto Brown, ? mecz rozegrany został na stadionie klubu Sportiva Argentina Buenos Aires |
| 30 września 1906 | Alumni AC - Argentino de CA Argentino de Quilmes walkower dla Alumni AC                                                                                                   |

| Poz | Klub                                 | Mecze | Zw | Rem | Por | Pkt | BrZd | BrStr |
| --- | ------------------------------------ | ----- | -- | --- | --- | --- | ---- | ----- |
| 1   | Alumni AC                            | 8     | 7  | 0   | 1   | 14  | 28   | 6     |
| 2   | Quilmes Athletic Buenos Aires        | 8     | 6  | 0   | 2   | 12  | 26   | 13    |
| 3   | Belgrano AC                          | 8     | 5  | 0   | 3   | 10  | 23   | 15    |
| 4   | Argentino de CA Argentino de Quilmes | 8     | 1  | 0   | 7   | 2   | 5    | 19    |
| 5   | Belgrano AC Extra                    | 8     | 1  | 0   | 7   | 2   | 9    | 38    |

### Finał
Decydujący o mistrzostwie Argentyny mecz rozegrali zwycięzcy grup A i B.
| Data                | Mecz |
| ------------------- | --- |
| 7 października 1906 | Alumni AC - Lomas Athletic Buenos Aires 4:0(3:0) mecz rozegrany został na stadionie klubu Porteño Buenos Aires Sędzia: W.A. Jordan Bramki: 1:0 Lett 24, 2:0 Eliseo Brown 35, 3:0 Eliseo Brown 43, 4:0 Campbell 80s Alumni AC: José Buruca Laforia - Juan Domingo Brown, Jorge Gibson Brown, Andrés Arturo Mack, Carlos Buchanan, Patricio Barron Browne, Gottlob Eduardo Weiss, Carlos Lett, Arnaldo Pencliffe Watson Hutton, Ernesto Alejandro Brown, Eliseo Brown Lomas Athletic Club: R. E. Green - R. Walker, Jack B. Campbell, O. Saint J. Gebbie, W. N. Stirling, O. W. Pfeiffer, Roberto Cotman, Duncan H. Cotman, G. E. Evans, Arturo Jacobs, J. Henry Lawrie. |

Mistrzem Argentyny został klub Alumni AC, a wicemistrzem - klub Lomas Athletic Buenos Aires.